# Принія зеброва
Принія зеброва (Prinia bairdii) — вид горобцеподібних птахів родини тамікових (Cisticolidae). Мешкає в Центральній Африці. Вид названий на честь американського орнітолога Спенсера Фуллертона Бейрда.

## Підвиди
Виділяють два підвиди:
- P. b. bairdii (Cassin, 1855) — від південно-східної Нігерії до ангольської провінції Заїре і до південного заходу ЦАР;
- P. b. heinrichi Meise, 1958 — північно-західна Ангола.

Кілька підвидів, яких раніше відносили до зебрової принії були виділені в окремий вид Prinia melanops.

## Поширення і екологія
Зеброві принії мешкають в Нігерії, Камеруні, ЦАР, Республіці Конго, ДР Конго, Габоні, Екваторіальній Гвінеї і Анголі. Живуть в рівнинних і гірських тропічних лісах та в чагарникових заростях.